# Crocomela
Crocomela este un gen de insecte lepidoptere din familia Arctiidae.

## Specii[1]
- Crocomela abadesa
- Crocomela acuminata
- Crocomela albolineata
- Crocomela colorata
- Crocomela conscita
- Crocomela elisa
- Crocomela erectistria
- Crocomela flammifera
- Crocomela fusifera
- Crocomela imperialis
- Crocomela inca
- Crocomela intensa
- Crocomela latimargo
- Crocomela luxuriosa
- Crocomela mamerta
- Crocomela marginata
- Crocomela maxima
- Crocomela minima
- Crocomela orthocraspeda
- Crocomela palmeri
- Crocomela praelata
- Crocomela regia
- Crocomela rubriplaga
- Crocomela splendida
- Crocomela tenuifascia
- Crocomela theophrastus
- Crocomela trigonata
- Crocomela tripunctata
- Crocomela unifasciata
- Crocomela vitellina
- Crocomela volitans